# Michael Omoh
Michael Junior Omoh, född 29 augusti 1991, är en nigeriansk fotbollsspelare som spelar för rumänska Farul Constanța. Michael Omoh är sedan en tid tillbaka svensk medborgare.

## Klubbkarriär
Omoh växte upp i Warri, Nigeria. Han började spela fotboll i hemstaden Warri för Mowoe Babes, men fick som 16-åring chansen i Gateway United.
Under säsongen 2011 kom Omoh till Sverige för spel i Dalkurd FF. Han debuterade för klubben i Division 1 Norra den 25 april 2011 i en vinstmatch över IFK Luleå (3–1), där Omoh byttes in i den 66:e minuten mot Ahmed Awad.
I november 2014 värvades Omoh av Östersunds FK. Han debuterade för klubben i Superettan den 3 april 2015 i en vinstmatch över IF Brommapojkarna (1–0). Omoh gjorde sitt första mål och hattrick i Superettan den 5 maj 2015 i en vinstmatch över Syrianska FC (4–1).
I juli 2016 värvades Omoh av Örebro SK, där han skrev på ett kontrakt över säsongen 2019. Den 24 juli 2019 värvades Omoh av Mjällby AIF. I januari 2020 värvades han av rumänska Politehnica Iași. I augusti 2020 värvades Omoh av israeliska Hapoel Kfar Saba.